# Прери ду Сак (Висконсин)
Прери ду Сак (енгл. Prairie du Sac) град је у америчкој савезној држави Висконсин.

## Демографија
По попису из 2010. године број становника је 3.972, што је 741 (22,9%) становника више него 2000. године.
| Група             | 2000.         | 2010.         |
| Белци             | 3.123 (96,7%) | 3.677 (92,6%) |
| Афроамериканци    | 4 (0,1%)      | 25 (0,6%)     |
| Азијати           | 10 (0,3%)     | 25 (0,6%)     |
| Хиспаноамериканци | 66 (2,0%)     | 190 (4,8%)    |
| Укупно            | 3.231         | 3.972         |